# Уголино делла Герардеска
Граф Уголино делла Герардеска, граф Доноратико (итал. Ugolino della Gherardesca; ок. 1220 — март 1289) — свергнутый правитель Пизы, глава гибеллинской партии города. Выведен в «Божественной комедии» Данте («Ад» 33:90), где рассказывается о его смерти вместе с сыновьями от голода и одновременно ему приписывается каннибализм.

## Биография
Родился в знатной семье, известной с VIII века, потомки которой продолжают жить в Италии до сих пор. После того как в 1249 году король Энцо Сардинский (незаконный сын императора Фридриха II) был взят в плен, Уголино был назначен губернатором Сардинии (1252) и оставался в этой должности, пока остров не был захвачен Генуей (1259). Вслед за этим он унаследовал графский титул Доноратико и стал главой своей семьи. В 1271 году выдал свою сестру (или дочь) за Джованни Висконти, судью Галлуры, представителя пизанской ветви Висконти, которые держали сторону гвельфов. Это вызвало подозрение гибеллинов.
В 1274 году в городе начались беспорядки, которые привели к аресту Уголино и Джованни Висконти. Их обвинили в заговоре с целью подорвать правительство Пизы и, получив поддержку от тосканских гвельфов, забрать власть себе. Уголино был заключен в тюрьму, а Джованни выслан и вскоре умер. Уголино затем освободили и также выслали из Пизы. В изгнании он немедленно вступил в интриги с гвельфскими Флоренцией и Луккой. С помощью Карла I Анжуйского он напал на родной город и вынудил его к миру на невыгодных условиях, заставив также простить себя и других гвельфов. После возвращения Уголино сначала держался в стороне от политики, но усердно работал, чтобы упрочить своё влияние.
Граф Уголино, вместе с Андреотто Сарачини, был одним из командующих флотом Альберто Морозини, подеста Пизы, во время битвы пизанцев с генуэзцами при Мелории (6 августа 1284 года). После поражения, где 7 пизанских кораблей было потоплено и 28 захвачено (с 11 тысяч пленных, включая подесту), сумел скрыться с поля боя вместе с несколькими кораблями. Его поступок был оценен как предательство (в источниках начиная с XVI века), поскольку, воспользовавшись ослаблением родного города в результате поражения, он сумел захватить в нём власть.

### У власти
Стал подеста Пизы в октябре 1284 года, народным капитаном — с февраля 1285 года. В его правление были изданы статуты Пизы (1284). Его поддерживали пополани. Он сумел установить жесткую тиранию и, будучи главой гвельфской партии, боролся с гибеллинами, сторону которых традиционно держала Пиза. Ценой территориальных уступок он добился мира с врагами Пизы, Флоренцией и Генуей: чтобы предотвратить разгром Пизы гвельфской коалицией, Уголино уступил три замка Флоренции и пять замков Лукке, за что враги объявили его изменником. Тем не менее, город он спас. Он отклонил определенные условия предложенного Генуей мира, поскольку это подразумевало возвращение плененных ею пизанцев, большинство из которых было гибеллинами и стали бы сопротивляться его власти.
В 1285 году он разделил власть со своим племянником (или внуком) Нино Висконти, сыном покойного Джованни, но вскоре между ними возник раздор. Архиепископ Пизы Руджери дельи Убальдини под маской дружбы с Уголино и обещая ему содействие в борьбе с Нино, тайно вёл интригу против обоих. В итоге в 1287 году Нино вступил в переговоры с гибеллинами, а Уголино изгнал его из города вместе с рядом гибеллинских семей, разрушил их дворцы и занял ратушу, где провозгласил себя главой города.

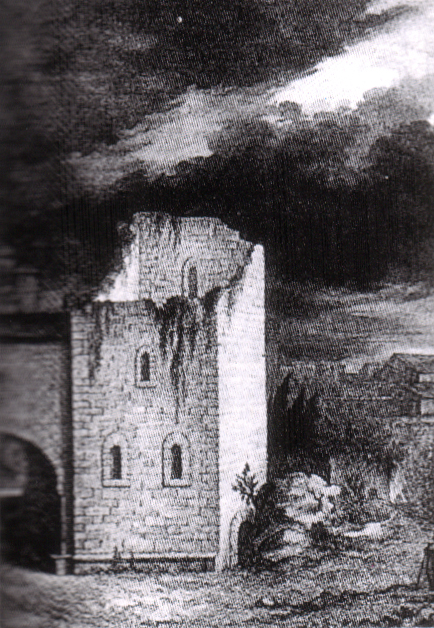
Torre dei Gualandi, 1865

В апреле того же года он опять отказался от мира с Генуей, хотя ту уже устраивали финансовые компенсации. Уголино все еще боялся возвращения захваченных пизанцев, которые тоже видели в нем причину своего длительного пребывания в плену и поклялись отомстить ему.
В 1288 году в Пизе вспыхнуло народное восстание из-за значительного увеличения цен, которое вызвало нехватку продовольствия. Во время одного из этих бунтов Уголино убил племянника обратившегося против него архиепископа Руджери. 1 июля 1288 года, после отбытия с собрания, где обсуждался мир с Генуей, на Уголино и его последователей напали. Он скрылся в ратуше и отразил все нападения. Архиепископ объявил его предателем и поднял народ, который поджег ратушу. Уголино сдался, его побочный сын был убит. Руджери был провозглашен подеста (но вскоре смещён).

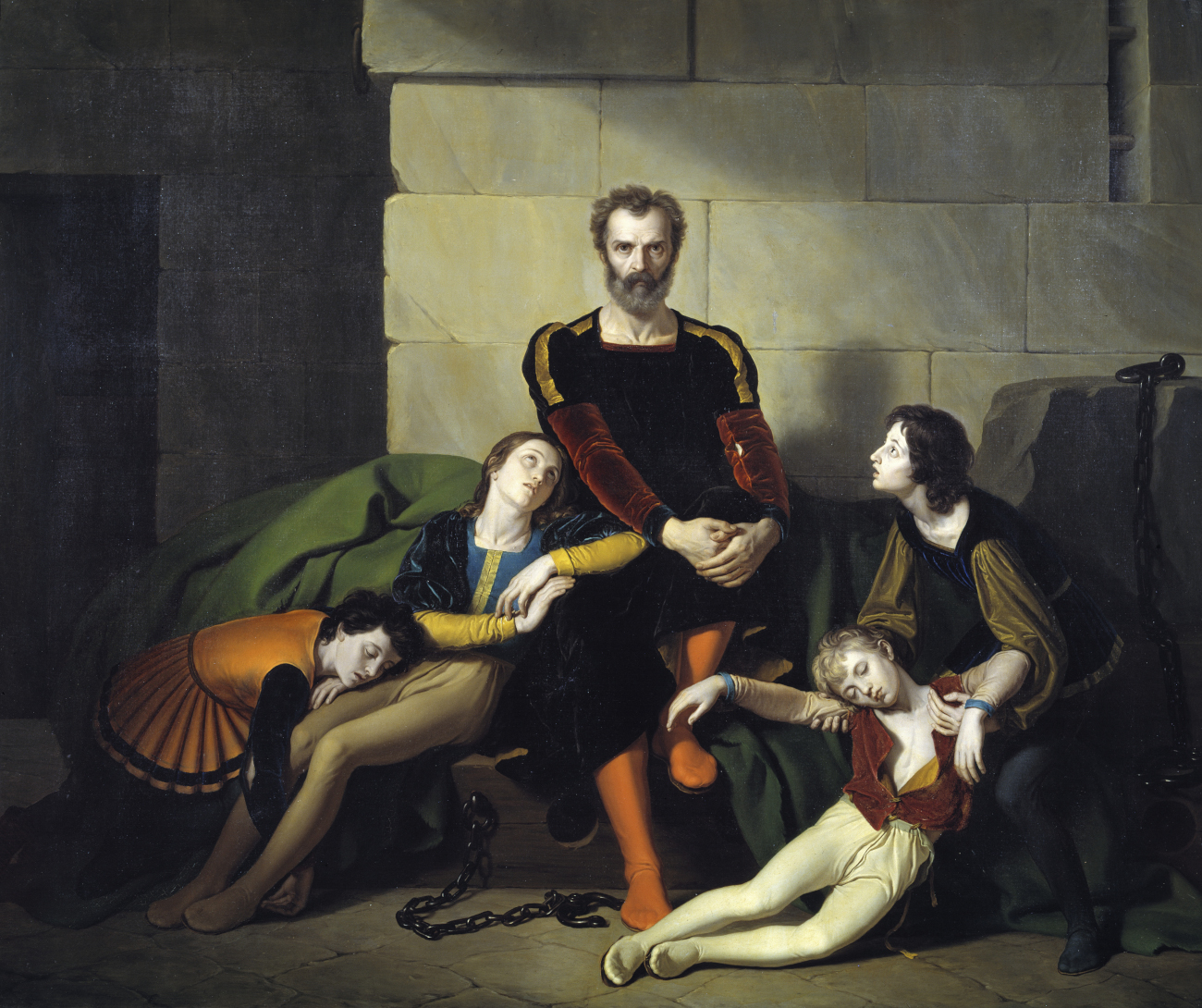
Джузеппе Диотти. «Уголино с сыновьями», 1820.

### Смерть
В марте следующего года вместе с двумя младшими сыновьями (Гардо и Угоччоне) и двумя внуками (Нино, по прозвищу «Бригата», то есть «Бандит», и Ансельмуччо — детьми его старшего сына Гвельфо; в художественной литературе обычно говорится о четырёх сыновьях) он был заточен (замурован) в башню семьи Гуалланди (Torre dei Gualandi). Ключи от неё были брошены в Арно. Он скончался спустя два месяца в страшных мучениях. Башня позже получила прозвание Голодной (Torre della fame). Самым знаменитым колоколом Пизанской башни считается «Паскуаречча» (Pasquareccia), возвестивший о смерти графа Уголино.
Их тела были погребены в церкви Сан Франческо, где оставались до 1902 года, когда их перезахоронили в семейной капелле делла Герардеска. В 2002 году палеоантрополог Франческо Маленьи провел тестирование ДНК эксгумированных тел Уголино и его детей. Согласно его анализу, это действительно тела отца, сыновей и внуков. Дополнительное сравнение с ДНК современных членов династии выявило совпадение в 98 %, как принадлежащих к тому же роду. Однако исследование костей сняло с Уголино обвинение в людоедстве:
1. кости содержат следы магния, но не имеют цинка, что свидетельствует о том, что в течение месяцев перед смертью он не ел мяса;
2. останки имеют явные следы истощения, что типично для голодавших;
3. череп имеет всего несколько зубов, что нормально для 70-летнего старика XIII века, и поэтому вряд ли возможно, что он пережил и тем более съел своих более молодых потомков;
4. вдобавок, череп поврежден — Уголино умер от удара по голове, а не от голодания;
5. насильственной смертью — а не от голода — умерли и его дети.

В 2008 году Паола Бениньи, руководитель Архивного Наследия Тосканы, написала статью, где утверждала, что исследование Маленьи ошибочно, так как документы о перезахоронении семьи в 1902 году, по её мнению, являются подделками фашистского периода (каким образом, по её мнению, ошибочна экспертиза ДНК — не указано).

## УДанте Алигьери

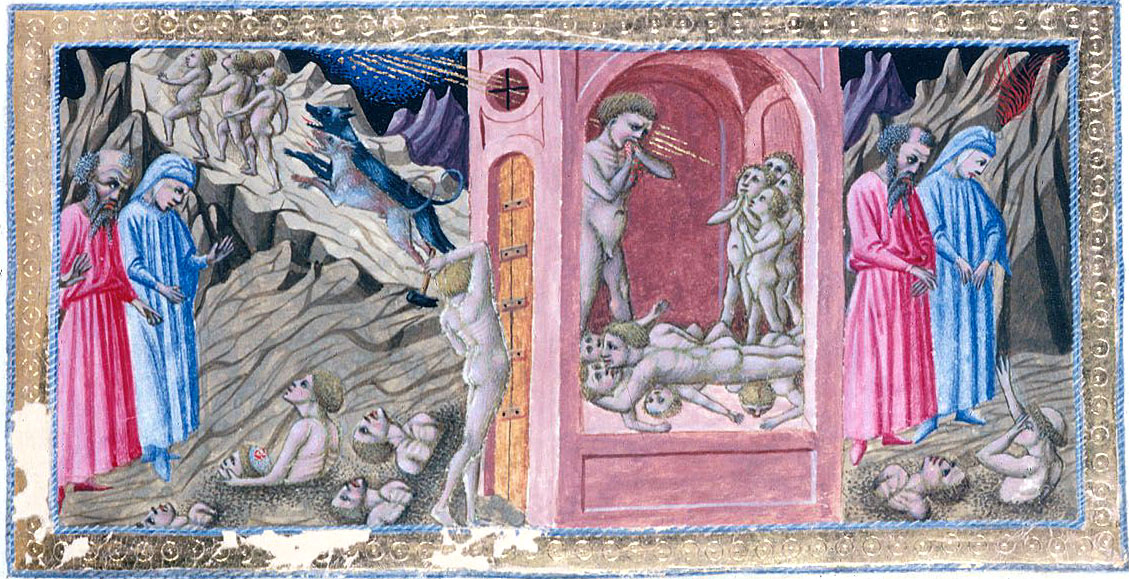
Приамо делла Кверча. Данте видит Уголино, Уголино рассказывает о своей смерти

Данте видит Уголино в 9-м кругу Ада, II поясе (Антеноре), предназначенном для предателей родины и единомышленников:

"тут глазам моим

        Предстали двое, в яме леденея;

        Один, как шапкой, был накрыт другим.

Как хлеб грызёт голодный, стервенея,

        Так верхний зубы нижнему вонзал

        Туда, где мозг смыкаются и шея». (32:124-139)

По его просьбе каннибал отвлекается от своей жертвы — архиепископа Руджиери и рассказывает Данте свою историю: о том, как его с сыновьями пленили и заточили в башню. Уголино безумно страдал от голода и начал грызть свои пальцы. Сыновья предлагают ему себя: «Отец, ешь нас, нам это легче будет; / Ты дал нам эти жалкие тела,— Возьми их сам; так справедливость судит». Потом мальчики по очереди умирают. Данте не пишет, что отец ел их мясо, но его наказание в аду на это намекает фразой «Но злей, чем горе, голод был недугом» (Poscia, più che 'l dolor, poté 'l digiuno), который трактуется двояко. Данный вопрос был предметом множества споров начиная с создания поэмы, Борхес подытоживает: «Хотел ли Данте, чтобы мы поверили, что Уголино ел плоть своих детей? Рискну ответить: Данте не хотел убедить нас в этом, но стремился возбудить подозрение».
Архиепископ (ум. в 1295 г.) находится вместе с Уголино, потому что он был его единомышленником в предательстве родины, а потом предал и его; а также за то, что осудил его на подобную смерть.

## В искусстве Нового времени

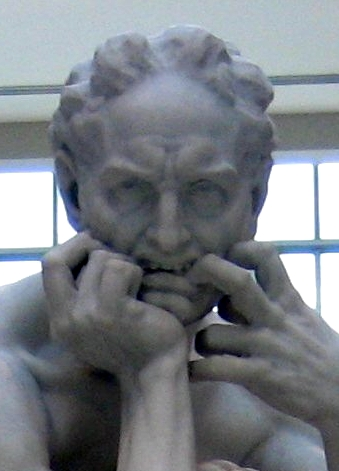
Деталь скульптуры Карпо: Уголино грызёт пальцы

- Музыка: Композитор Винченцо Галилеи, родоначальник оперы (XVI век) «Жалоба Уголино» на текст Данте из «Божественной комедии» является образцом зарождения в то время гомофонного стиля в музыке.
- Поэзия: Чосер пересказал этот эпизод в «Кентерберрийских рассказах» в рассказах Монаха. Тему использует Перси Биши Шелли. У Мережковского есть «Уголино (Легенда из Данте)», у современного ирландского поэта Шеймаса Хини.
- Драматургия: Г. В. фон Герстенберг написал тираноборческую пьесу на этот сюжет (1768). В русском театре XIX века была весьма популярна пьеса Н. А. Полевого «Уголино» (1837)
- Живопись: Смерть Уголино была популярным сюжетом у художников-романтиков. Изображался либо Уголино в тюремной камере, окруженный умирающими и уже умершими детьми; либо архиепископ Руджери, входящий в камеру, где лежат тела. На этот сюжет писали Джошуа Рейнольдс, Уильям Блейк, Гойя, Делакруа.
  - Ломброзо описывает: «Знаменитый живописец Миньони, уроженец Реджио, у которого мать была истеричная, а брат — эпилептик, поступил в больницу Реджио вследствие полного умопомешательства (demenza) и мегаломании и провел там 14 лет в полнейшей праздности; наконец, по совету доктора Зани, он снова принялся за кисти и расписал все стены великолепными картинами, на которых изобразил историю графа Уголино до того реально, что одна больная, чтобы избавить несчастных отца и сына от голодной смерти, бросала куски мяса в стены, вследствие чего на них и до сих пор еще сохранились жирные пятна»[8]
- Скульптура: рельеф Пьерино да Винчи (XVI век), скульптура Жана-Батиста Карпо (Пти Палэ, 1857-60), скульптура Родена (Музей Орсе), также помещён в качестве детали на роденовские «Врата ада».

Уголино известен и любителям русской литературы. В «Господах Головлёвых» один из персонажей декламирует «Уголино» Ник. Полевого. Герцен мечтал о том, чтобы «над Англией не тяготел свинцовый щит феодального землевладения и она, как Уголино, не ступала бы постоянно на своих детей, умирающих с голоду». Николай Гумилёв в Пизе тщетно искал «ненасытную страсть Содомы и голодный вопль Уголино». Персонаж раннего варианта «12 стульев» пишет оперу, в которой действует Уголино — «гроссмейстер ордена фашистов».